# Золдырева, Раиса Николаевна
Раиса Николаевна Золдырева (4 сентября 1936 год, деревня Кирово, Волосовский район, Ленинградская область) — бывшая доярка госплемзавода «Петровский», Герой Социалистического Труда.
С 1952 по 1987 г. доярка в госплемзаводе «Петровский».
В 1984 г. добилась рекордного удоя 7616 килограммов молока от каждой из 50 закрепленных за ней коров. Это вдвое выше средних надоев по Ленинградской области.
За выдающиеся трудовые достижения в 1985 г. присвоено звание Героя Социалистического Труда. Награждена орденами Трудового Красного Знамени (1976), Ленина (1980), медалями ВДНХ.
Одной из первых внедрила кормление коров с добавлением микроэлементов. Это позволило повысить жирность молока до 3,7 процента.
Живёт в посёлке Петровское Приозерского района Ленинградской области.

## Награды
- Герой Социалистического Труда — указом Президиума Верховного Совета СССР от 26 июня 1985 года
- Орден Ленина — дважды